# Paršovice
Paršovice jsou obec v okrese Přerov, v oblasti zvané Záhoří, cca 10 km od Hranic a 12 km od Bystřice pod Hostýnem. Samotná vesnice leží na rozhraní geomorfologických podcelků/pohoří Maleník a Kelčská pahorkatina v Podbeskydské pahorkatině. Paršovice jsou součástí mikroregionu Záhoran. Žije zde 389 obyvatel. Leží v nadmořské výšce kolem 322 m, katastrální území má 1356 hektarů.

## Název
Jméno vesnice znělo do 17. století Parešovice a bylo odvozeno od osobního jména Pareš, což byla (vedle Bareš) domácká podoba jména Bartoloměj. Zprvu šlo vlastně o pojmenování obyvatel vsi Parešovici a znamenalo "Parešovi lidé". Jméno Pareš mělo variantu Paryš, proto se jméno vesnice psalo i Paryšovice (případně Parišovice). V němčině bylo jméno vsi upraveno na Parschowitz a jeho vlivem vzniklo české Paršovice.

## Historie a pamětihodnosti
Nejstarší doloženou památkou byl stříbrný kalich s letopočtem 1059, který byl zapsán v inventáři paršovického kostela v roce 1806. První písemná zmínka o obci se nachází v listině z roku 1141, další potom v roce 1371, kdy obec koupil Vok z Kravař a stala se tak na téměř 500 let součástí majetku pánů z Helfštýna. Někteří badatelé kladou její vznik ještě dál – až do 10. století, ale tyto informace nejsou nijak věrohodně doloženy.
Dominantou obce je empírový kostel sv. Markéty posvěcený v roce 1906 – jediný empírový kostel v okrese Přerov. Již v 11. století zde stál dřevěný kostel – jeden z nejstarších kostelů v okolí, v období reformace přeměněný na českobratrský, poté opět na katolický. Nový kostel z roku 1826 v létě roku 1900 vyhořel a po šest let byl budován kostel nynější. Součástí výzdoby kostela je mramorový oltář a cenný obraz Vidění sv. Markéty, jehož autorem je mistr Urban. U kostela se nachází dřevěný tzv. misijní kříž a kamenný kříž v lidovém stylu. Naproti kostela stojí socha sv. Jana Nepomuckého z roku 1860, na křižovatce u odbočky na Valšovice u budovy sokolovny socha Panny Marie s Ježíškem, na dolním konci dřevěný kříž, v obci a okolí lze najít ještě několik dalších malých kapliček a božích muk. Další pamětihodností v Paršovicích je školní budova z roku 1898, tehdy nazvaná „Jubilejní škola císaře pána Františka Josefa I.“

## Další informace
- Lesní naučná stezka Valšovice - naučná stezka částečně vedená po katastrálním území Paršovic.
- Přírodní rezervace Bukoveček
- Přírodní rezervace Dvorčák

- Vodopád U Rybářů

## Galerie

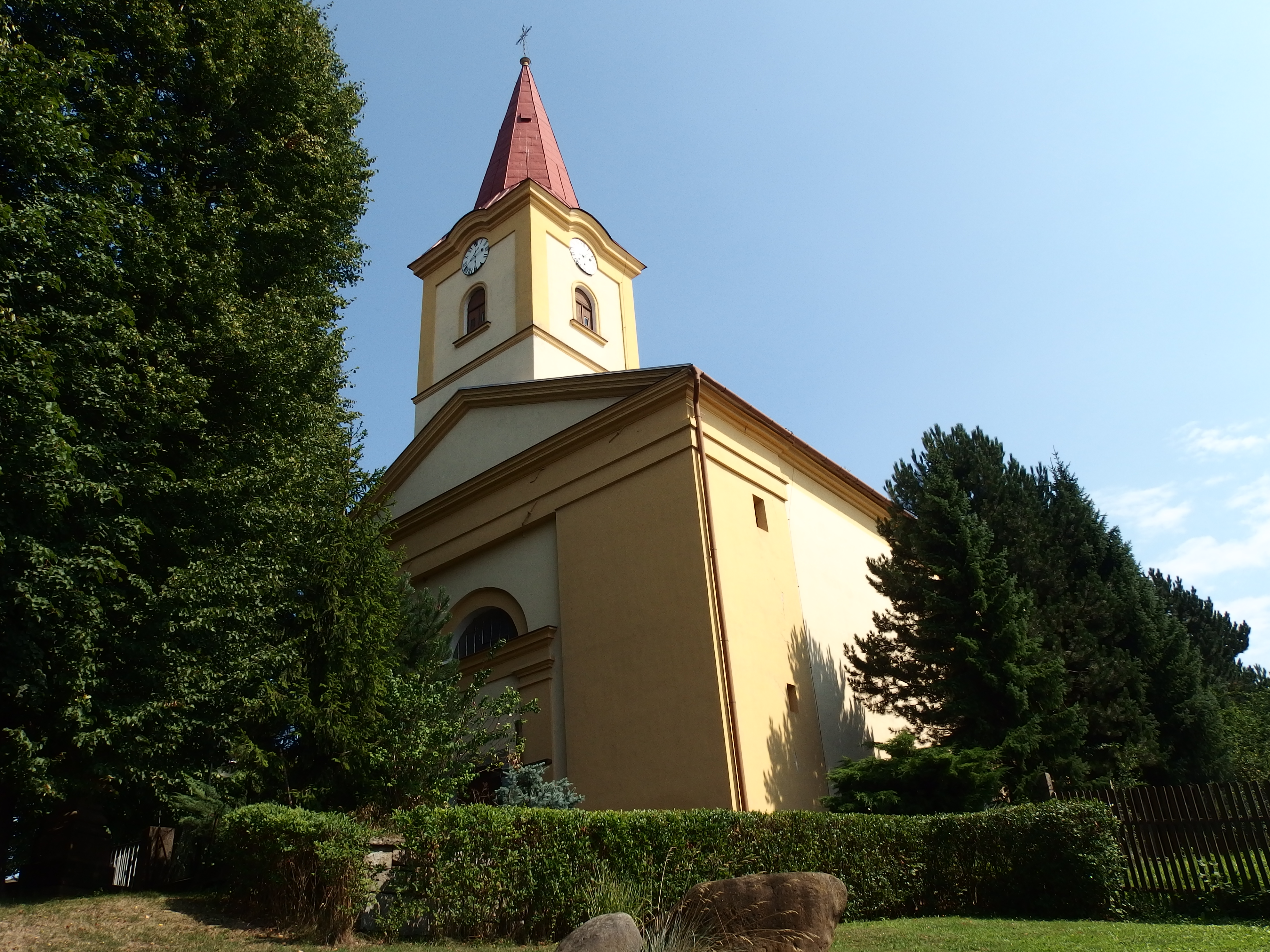
Kostel sv. Markéty
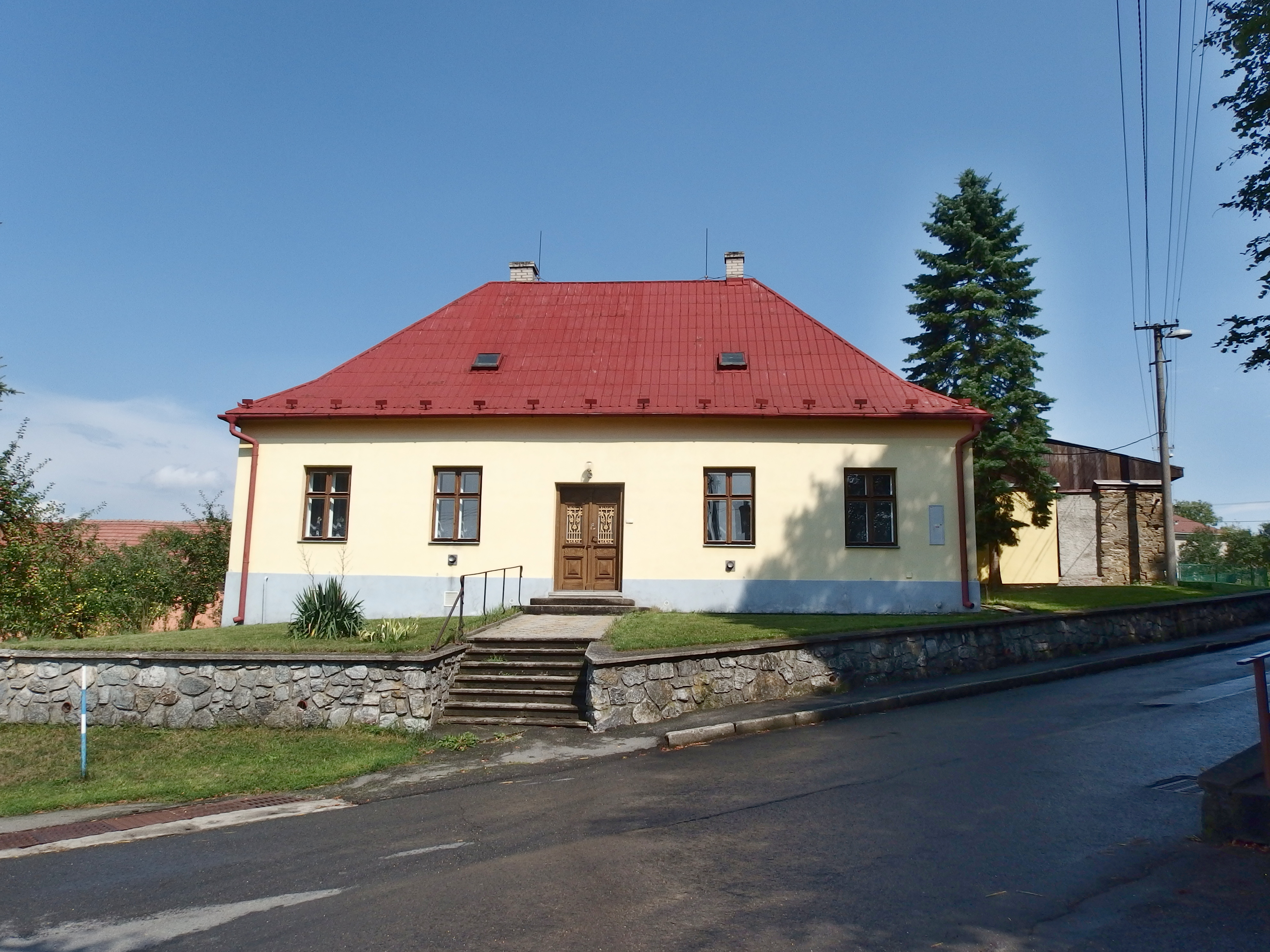
Fara
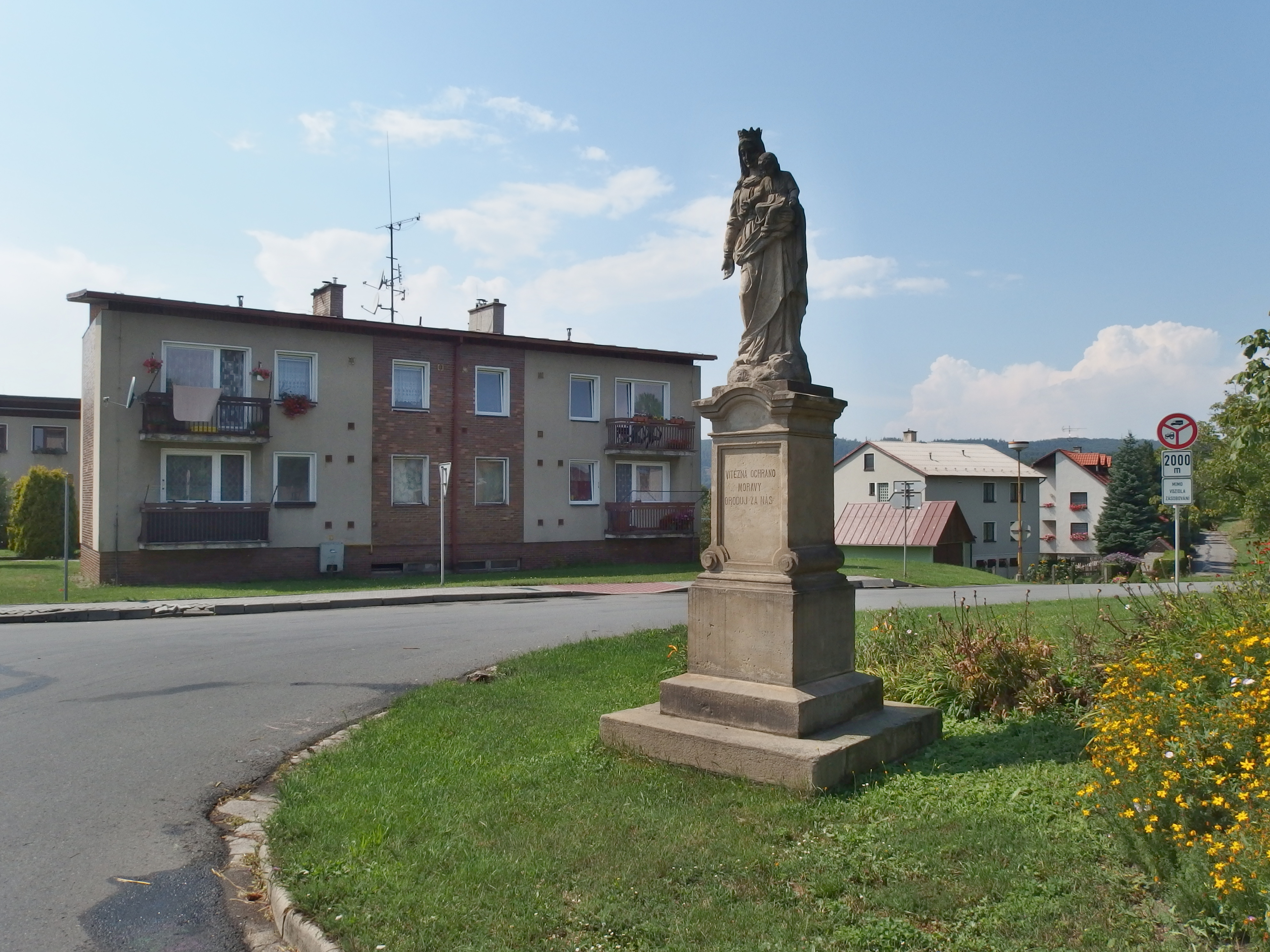
Socha Panny Marie
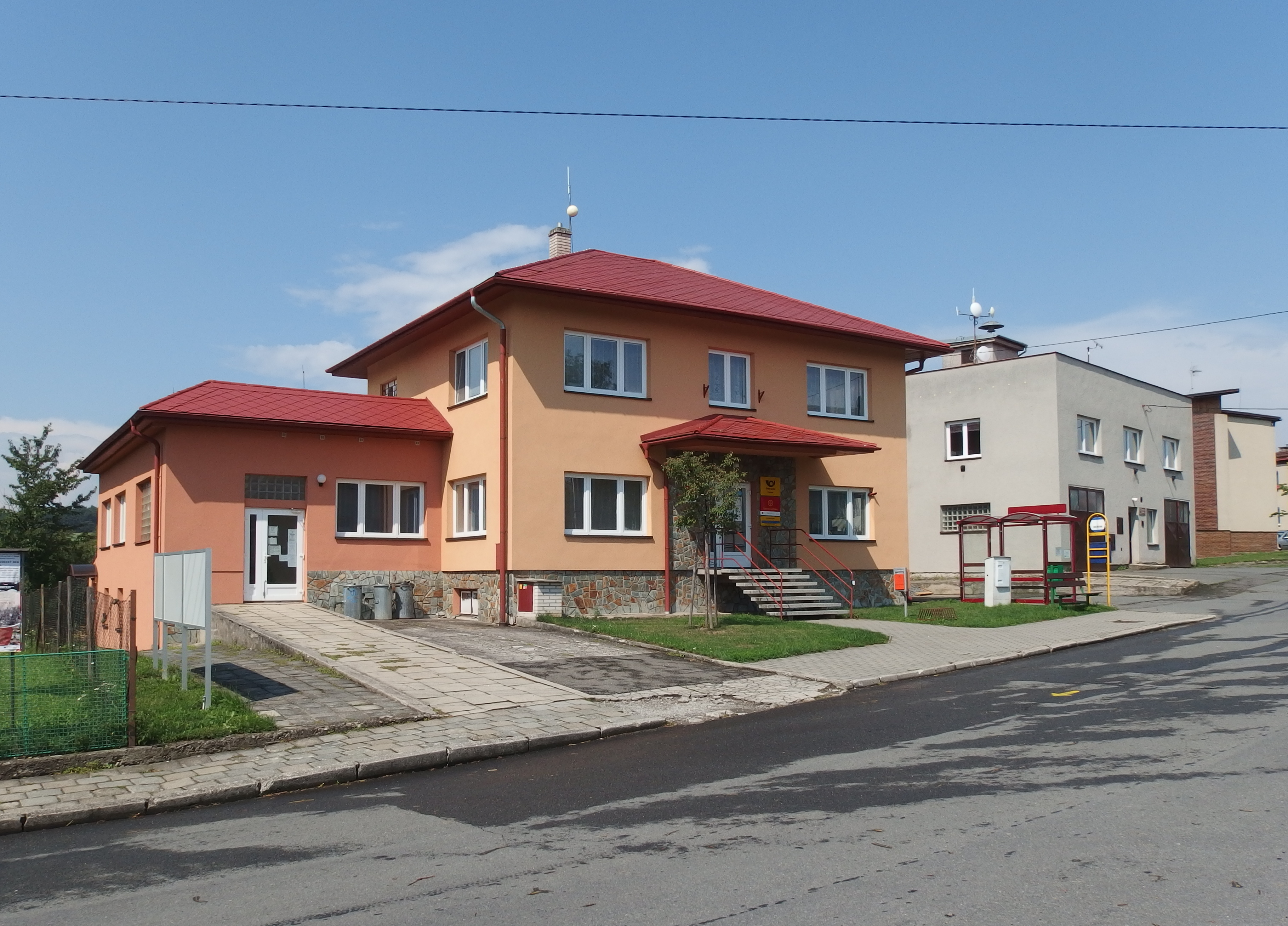
Obecní úřad